# Alma Strettell
Alma Gertrude Vansittart Strettell (1853–1939) fue una traductora y poeta británica conocida por sus traducciones de canciones populares, cuentos populares y poemas del griego, rumano, francés, provenzal, alemán, noruego y otros idiomas.

## Biografía
Alma Gertrude Vansittart Strettell era hija de Laura Vansittart (Neale) Strettell y el reverendo Alfred Baker Strettell, capellán consular británico en Génova, Italia, y posteriormente rector de la Iglesia de San Martín en Canterbury. Su hermana,  Alice Vansittart Comyns Carr, se convirtió en diseñadora de vestuario.
En 1890, Strettell se casó con Lawrence Alexander "Peter" Harrison (1866-1937), un pintor inglés.  Tuvieron tres hijos.  Ella es una de las figuras que aparecen en Ightham Mote en la obra 'A Game of Bowls' de John Singer Sargent (1890).

## Carrera literaria
Strettell se ganó una reputación como traductora con unas cuarenta traducciones que se incluyeron en el volumen de 1889 Selecciones de la Antología griega.  Es una de los cinco traductores nombrados en la portada.  Durante las siguientes décadas de su carrera, los críticos la felicitaron por su "genio para las buenas paráfrasis" de idiomas extranjeros y por su capacidad para hacer que sus traducciones sonaran como si estuvieran originalmente escritas en inglés.
Dos años más tarde, colaboró con Isabel de Wied, reina consorte de Rumanía, que publicó bajo el seudónimo de Carmen Sylva.  Juntas tradujeron las canciones populares rumanas de la escritora rumano-francesa Elena Văcărescu al inglés bajo el título The Bard of the Dimbovitza.  El libro se hizo popular y pasó por múltiples reimpresiones durante la siguiente década, con selecciones musicalizadas por compositores como Charles Griffes, Arnold Bax y Arthur Foote.  Posteriormente (1896) colaboraron en un segundo volumen de traducciones, esta vez de cuentos populares.
En 1894, Strettell publicó Lullabies of Many Lands, que incluía traducciones del alemán, noruego y rumano.
En 1897 publicó un libro de traducciones de canciones populares españolas e italianas.  Fue ilustrado por Edwin Austin Abbey y John Singer Sargent.  Sargent, amigo cercano, pintó el retrato de Strettell dos veces, una alrededor de 1889 y otra en 1905, y también la incluyó en varios estudios grupales.  Es una de las integrantes  de un grupo de figuras en su pintura de 1889 A Game of Bowls, Ightham Mote, Kent.
En 1899, Strettell publicó Poems de Émile Verhaeren, con una versión ampliada en 1915 que se mantuvo como la principal traducción al inglés de la obra de Verhaeren durante el resto del siglo.  Otro poeta al que tradujo fue Frédéric Mistral; sus versiones se publicaron junto con la traducción al inglés de 1907 de sus memorias editadas por Constance Maud .  Otros poetas que tradujo fueron Paul Verlaine y Charles Baudelaire.
Strettell también publicó parte de su propia poesía en The Yellow Book y The Fortnightly Review.

## Publicaciones
Traducciones
- Selections from the Greek Anthology (Selecciones de la Antología griega) (1889, editado por Rosamund Marriott Watson; unas 40 traducciones)
- The Bard of the Dimbovitza (El bardo de la Dimbovitza)(1891, 1894l, con Carmen Sylva)
- Lullabies of Many Lands (Canciones de cuna de muchas tierras) (1894, 1896)
- Legends from River & Mountain (Leyendas de río y montaña) (1896, con Carmen Sylva)
- Spanish and Italian Folk-Songs (Canciones populares españolas e italianas) (1897)
- Poemas de Émile Verhaeren (1899)
- Memoirs of Mistral (Memorias de Mistral) (1907, editado por Constance Maud, con traducciones del provenzal)
- The Wreckers (los naúfragos) (1909, con Ethel Smyth)

Artículos
- "A Little Western Town (Un pequeño pueblo del oeste)" (1881, Macmillan Magazine)
- "An Indian Festival" (1882, Revista de Macmillan )